# Carole Merle
Carole Hélène Merle (Barcelonnette, 24 gennaio 1964) è un'ex sciatrice alpina francese.
Specialista del supergigante e dello slalom gigante, fu tra la fine degli anni 1980 e i primi anni 1990 la punta di diamante della nazionale francese nelle due specialità, in grado di ottenere complessivamente ventidue successi in Coppa del Mondo e sei Coppe di specialità, due di slalom gigante e quattro di supergigante. Ottenne anche una medaglia d'argento ai XIII Giochi olimpici invernali disputati sulle nevi di casa di Albertville 1992 e un oro e due argenti ai Mondiali.

## Biografia

### Stagioni 1981-1991
Talento precoce originario di Le Sauze, Carole Merle ottenne il primo risultato internazionale agli Europei juniores di Škofja Loka 1981, dove vinse la medaglia d'oro nello slalom gigante, e il primo piazzamento in Coppa del Mondo il 22 dicembre dello stesso anno, chiudendo 14ª lo slalom gigante di disputato a Chamonix; nella stessa stagione partecipò alla prima edizione dei Campionati mondiali juniores, Auron 1982, vincendo la medaglia di bronzo nella discesa libera. Nel 1983 conquistò il primo podio in Coppa del Mondo, 3ª nello slalom gigante del 23 gennaio a Saint-Gervais-les-Bains, e l'anno dopo debuttò ai Giochi olimpici invernali: a Sarajevo 1984 fu 11ª nello slalom gigante e 16ª nello slalom speciale. L'esordio iridato avvenne invece in occasione della rassegna di Crans-Montana 1987, dove si piazzò 12ª nel supergigante e 15ª nello slalom gigante.
Il 6 gennaio 1988 vinse la sua prima gara di Coppa del Mondo, a Tignes in  slalom gigante; in seguitò prese il via ai XV Giochi olimpici invernali di Calgary 1988 (12ª nella discesa libera, 12ª nel supergigante, 9ª nello slalom gigante, non concluse la combinata). Nella stagione 1988-1989 in Coppa del Mondo vinse tre gare e si aggiudicò la sua prima Coppa del Mondo di supergigante con 4 punti di vantaggio su Sigrid Wolf; ai Mondiali di Vail di quell'anno ottenne la medaglia d'argento nello slalom gigante. Anche nel 1989-1990 e nel 1990-1991 vinse la Coppa di supergigante, rispettivamente con cinque vittorie e 20 punti di margine su Michaela Gerg e tre successi di gara e 18 punti in più di Petra Kronberger. Ai Mondiali di Saalbach-Hinterglemm 1991 si aggiudicò il suo secondo argento iridato, questa volta in supergigante, e fu 10ª nella discesa libera.

### Stagioni 1992-1994
Ai XVI Giochi olimpici invernali di Albertville 1992 vinse la sua unica medaglia olimpica, l'argento nel supergigante, e si classificò 13ª nella discesa libera e 6ª nello slalom gigante. In Coppa del Mondo a fine stagione, dopo sette successi di gara, risultò vincitrice della sua quarta e ultima Coppa di specialità di supergigante (108 i punti di vantaggio su Merete Fjeldavlie), della prima Coppa del Mondo di slalom gigante (con 175 punti di margine su Vreni Schneider) e chiuse al 2º posto la classifica generale, suo miglior piazzamento in carriera, staccata dalla Kronberger di 51 punti.
Nel 1993 partecipò ai suoi ultimi Mondiali: nella rassegna iridata di Morioka vinse la medaglia d'oro nello slalom gigante e si piazzò 30ª nella discesa libera e 8ª nel supergigante; in Coppa del Mondo si aggiudicò la sua sesta e ultima coppa di cristallo di specialità, in slalom gigante (con 84 punti di vantaggio su Anita Wachter), e vinse quattro gare, tra le quali l'ultima in carriera, lo slalom gigante del 27 marzo a Åre. Nella stagione salì per l'ultima volta sul podio in Coppa del Mondo, il 31 ottobre a Sölden in slalom gigante (3ª), seguente partecipò ai XVII Giochi olimpici invernali di Lillehammer 1994 (19ª nel supergigante, 5ª nello slalom gigante) e chiuse la carriera a Vail, con l'8º posto ottenuto nello slalom gigante di Coppa del Mondo del 19 marzo.

## Palmarès

### Olimpiadi
- 1 medaglia:
  - 1 argento (supergigante ad Albertville 1992)

### Mondiali
- 3 medaglie:
  - 1 oro (slalom gigante a Morioka 1993)
  - 2 argenti (slalom gigante a Vail 1989; supergigante a Saalbach-Hinterglemm 1991)

### Mondiali juniores
- 1 medaglia:
  - 1 bronzo (discesa libera ad Auron 1982)

### Europei juniores
- 1 medaglia[1]:
  - 1 oro (slalom gigante a Škofja Loka 1981)

### Coppa del Mondo
- Miglior piazzamento in classifica generale: 2ª nel 1992
- Vincitrice della Coppa del Mondo di supergigante nel 1989, nel 1990, nel 1991 e nel 1992
- Vincitrice della Coppa del Mondo di slalom gigante nel 1992 e nel 1993
- 44 podi:
  - 22 vittorie
  - 12 secondi posti
  - 10 terzi posti

#### Coppa del Mondo - vittorie
| Data             | Località                   | Paese    | Specialità |
| ---------------- | -------------------------- | -------- | ---------- |
| 6 gennaio 1988   | Tignes                     | Francia  | GS         |
| 26 novembre 1988 | Schladming                 | Austria  | SG         |
| 14 gennaio 1989  | Grindelwald                | Svizzera | SG         |
| 20 gennaio 1989  | Tignes                     | Francia  | SG         |
| 10 febbraio 1990 | Méribel                    | Francia  | SG         |
| 11 febbraio 1990 | Méribel                    | Francia  | SG         |
| 10 marzo 1990    | Stranda                    | Norvegia | GS         |
| 14 marzo 1990    | Klövsjö                    | Svezia   | GS         |
| 16 marzo 1990    | Åre                        | Svezia   | SG         |
| 9 febbraio 1991  | Garmisch-Partenkirchen     | Germania | SG         |
| 24 febbraio 1991 | Furano                     | Giappone | SG         |
| 15 dicembre 1991 | Santa Caterina di Valfurva | Italia   | SG         |
| 15 gennaio 1992  | Hinterstoder               | Austria  | GS         |
| 20 gennaio 1992  | Piancavallo                | Italia   | GS         |
| 27 gennaio 1992  | Morzine                    | Francia  | SG         |
| 15 marzo 1992    | Panorama                   | Canada   | SG         |
| 19 marzo 1992    | Crans-Montana              | Svizzera | SG         |
| 21 marzo 1992    | Crans-Montana              | Svizzera | GS         |
| 5 gennaio 1993   | Maribor                    | Slovenia | GS         |
| 10 gennaio 1993  | Cortina d'Ampezzo          | Italia   | GS         |
| 28 febbraio 1993 | Veysonnaz                  | Svizzera | SG         |
| 27 marzo 1993    | Åre                        | Svezia   | GS         |

Legenda:

SG = supergigante

GS = slalom gigante

### Campionati francesi
- 5 medaglie (dati parziali):
  - 5 ori (slalom gigante[senza fonte] nel 1985; discesa libera[senza fonte], slalom gigante[2], combinata[senza fonte] nel 1987; supergigante[senza fonte] nel 1990)

## Statistiche

### Podi in Coppa del Mondo
| Stagione/Specialità | Discesa libera | Discesa libera | Discesa libera | Supergigante | Supergigante | Supergigante | Slalom gigante | Slalom gigante | Slalom gigante | Podi totali |
| ------------------- | -------------- | -------------- | -------------- | ------------ | ------------ | ------------ | -------------- | -------------- | -------------- | ----------- |
| Stagione/Specialità | 1º             | 2º             | 3º             | 1º           | 2º           | 3º           | 1º             | 2º             | 3º             | Podi totali |
| 1982                |                |                |                |              |              |              |                |                |                | 0           |
| 1983                |                |                |                |              |              |              |                |                | 1              | 1           |
| 1984                |                |                |                |              |              |              |                |                | 1              | 1           |
| 1985                |                |                |                |              |              |              |                |                |                | 0           |
| 1986                |                |                |                |              |              |              |                |                |                | 0           |
| 1987                |                |                |                |              |              |              |                |                |                | 0           |
| 1988                |                |                |                |              |              |              | 1              |                | 1              | 2           |
| 1989                |                | 2              | 1              | 3            |              |              |                | 1              | 1              | 8           |
| 1990                |                | 2              |                | 3            | 1            |              | 2              |                |                | 8           |
| 1991                |                | 2              |                | 2            |              | 1            |                |                |                | 5           |
| 1992                |                | 1              |                | 3            |              | 1            | 4              |                | 1              | 10          |
| 1993                |                | 1              |                | 1            | 1            |              | 3              | 1              | 1              | 8           |
| 1994                |                |                |                |              |              |              |                |                | 1              | 1           |
| Totale              | 0              | 8              | 1              | 12           | 2            | 2            | 10             | 2              | 7              | 44          |
| Totale              | 9              | 9              | 9              | 16           | 16           | 16           | 19             | 19             | 19             | 44          |